# Melichthys indicus
Melichthys indicus es una especie de peces de la familia Balistidae en el orden de los Tetraodontiformes.

## Morfología
Pueden llegar alcanzar los 25 cm de longitud total.

## Distribución geográfica
Se encuentra desde las  costas del Mar Rojo y del África Oriental hasta las de Tailandia y Sumatra.